# Nanorana blanfordii
Nanorana blanfordii es una especie de anfibio anuro de la familia Dicroglossidae. Se encuentra en la  China, India, Nepal y, posiblemente en Bután.  